# Moraliteit (toneelspel)
Moraliteit is een middeleeuws toneelspel uitgevoerd in de volkstaal.
Kenmerkend voor de moraliteit is het optreden van allegorische personages, die de verpersoonlijking zijn van (on)deugden, en een didactische strekking, dat wil zeggen met het doel een morele les te leren.
De moraliteit is niet per se religieus van aard. Het genre kwam voor in Engeland (onder meer The Castle of Perseverance), Frankrijk en Nederland. Het bekendste voorbeeld is het Nederlandstalige Elckerlijc, in Engeland bekend onder de titel Everyman.